# Білл О'Райлі
Ві́льям Джеймс «Білл» O'Ра́йлі (англ. William James «Bill» O'Reilly; нар. 10 вересня 1949, Менгассет, Нью-Йорк) — американський журналіст, політичний оглядач, до квітня 2017 ведучий телепрограми «Фактор О'Райлі» на телеканалі «Фокс». Є також автором декількох книжок з соціально-політичних проблем США. Має репутацію консервативного оглядача. Один з найвідоміших політичних оглядачів на американському телебаченні.

## Біографія

### Освіта та початок кар'єри
Білл О'Райлі народився 10 вересня 1949 року в м. Нью-Йорк в родині Вільяма і Анжели O'Райлі. Його батько працював бухгалтером у нафтовій компанії «Калтекс», у 1951 році разом із зміною місця роботи батька, родина переїхала до штату Лонг-Айленд, де Білл провів своє дитинство і юність. Навчався у приватній католицькій школі, по її закінченні продовжив навчання в коледжі Маріст, де, серед іншого, він також був одним з редакторів студентської газети і грав у місцевій бейсбольній команді.
Отримавши у 1971 році ступінь бакалавра з історії, переїхав до Маямі, де протягом двох років викладав історію та англійську мову у місцевій школі. Навчання продовжив у Бостонському університеті — у 1976 році отримав ступінь магістра в галузі журналістики. Під час навчання виступав з доповідями та писав статті в декількох місцевих газетах, серед них таких провідних, як «Бостон Фінікс» (The Boston Phoenix).

### Журналіст телебачення
Кар'єру телевізійного журналіста О'Райлі почав на місцевому каналі телебачення у штаті Пенсільванія, де отримав посаду метеоролога. Згодом перейшов працювати до телеканалу WFAA-ТБ у Далласі, штаті Техас, де за найкращі журналістські розслідування був нагороджений у прес-клубі Далласа. Пізніше перейшов працювати до каналу KMGH-ТБ у Денвері, штат Колорадо, де він, як і раніше отримав нагороду за свої репортажі. За декілька років змінив багато телеканалів: Кату-TV у Портленді, штат Орегон, місцевий телеканал у Гартфорді, штат Коннектикут, та у Бостоні, штат Массачусетс.
У 1980 році у перший раз вийшла власна передача О'Райлі на каналі WCBS-TV в Нью-Йорку, де його також було відмічено нагородою за розслідування корупції в ланах місцевої поліції. Далі у 1982 році він отримав посаду кореспондента на загальнонаціональній мережі новин Сі-бі-ес (CBS News). Був кореспондентом під час військових дій на Фолклендських островах і в Сальвадорі. У 1986 році перейшов до телеканалу новин Ей-бі-сі (ABC News) на посаду кореспондента вечірнього випуску новин.
У 1989 році вийшла перша загальнонаціональна програма O'Райлі «Внутрішній випуск» «Inside Edition». У рамках цієї передачі він був одним з перших американських журналістів, які висвітлювали падіння Берлінської стіни. Однак, вже через шість років, у 1995 році, він залишив цю передачу, оскільки мав намір продовжити навчання у Гарвардському університеті, де згодом отримав ступінь магістра державного управління. У тому ж році його запросили до телеканалу «Фокс» (Fox News Channel), де вийшла його власна програма «Доповідь О'Райлі», яка пізніше змінила назву на «Фактор O'Reilly». У цій передачі він був коментатором новин та оглядачем. Щоденна кількість глядачів його передач сягала 3,25 млн і згодом його було визнано одним з найвпливовіших політичних оглядачів країни.
4 лютого 2017 року, під час інтерв'ю з Президентом США Дональдом Трампом, О'Рейлі назвав Президента Росії Путіна вбивцею.
В квітні 2017 року був звільнений за скаргою колишньої учасниці його шоу Венді Уолш. 55-річна Уолш заявила, що втратила роботу в програмі після того як відхилила його пропозицію піти в його номер готелю.